# 寶萊塢雙雄之戰2
《寶萊塢雙雄之戰2》（英語：War 2）是一部2025年印度印地語動作驚悚片，由艾安·穆科吉執導，阿迪提亞·曹帕拉的雅什·拉吉影片公司製作。本片由斯里達·倫蓋恩編劇，阿巴斯·泰瑞瓦拉撰寫對白，曹帕拉構思故事，為YRF間諜宇宙的第六部電影，2019年電影《寶萊塢雙雄之戰》的續集。主演陣容包括赫利希克·羅桑、小NTR與琪亞拉·艾凡尼，阿舒托史·拉納和安尼·卡浦爾擔任配角。電影講述RAW特務卡比爾·達利瓦爾（Kabir Dhaliwal，羅桑飾演）幾年前叛變，如今成為印度的重大威脅，經驗豐富的菁英特務維克拉姆（Vikram，小NTR飾演）奉命與之對抗。
主體拍攝於2023年10月展開。本片在孟買進行了大規模拍攝，期間還不定期在西班牙、義大利和阿布達比取景。電影的歌曲及背景音樂分別由普里坦、桑吉特·巴爾哈拉和安吉特·巴爾哈拉譜寫。電影的預算約40億盧比，足以在印度電影史上名列前茅。
《寶萊塢雙雄之戰2》2025年8月14日（印度獨立日前一天）在全球上映，包含標準、IMAX、D-Box、4DX、杜比影院等版本。

## 演員
- 赫利希克·羅桑飾演卡比爾·達利瓦爾少校（英语：Indian Army ranks and insignia）：叛變的RAW特務。
- 小NTR飾演維克拉姆·切拉帕蒂少校（Major Vikram Chelapathi）
- 琪亞拉·艾凡尼飾演卡維亞·盧特拉（Kavya Luthra）：盧特拉之女。
- 阿舒托史·拉納（英语：Ashutosh Rana）飾演蘇尼爾·盧特拉上校（英语：Colonel (India)）：卡比爾的前上司。
- 安尼·卡浦爾飾演維克蘭特·考爾（Vikrant Kaul）：RAW負責人。
- 迪西塔·塞加爾（Dishita Sehgal）飾演露希（Ruhi）：卡比爾的養女。
- 索尼·拉茲丹（英语：Soni Razdan）飾演納菲莎·拉赫馬尼（Nafisa Rahmani）：哈立德之母。
- 鮑比·戴爾（英语：Bobby Deol）（客串）[8]

在前集飾演哈立德·拉赫馬尼上尉（Captain Khalid Rahmani）的泰格·史洛夫在本片中以照片亮相。

## 發行
《寶萊塢雙雄之戰2》2025年8月14日（印度獨立日前一天）在全球上映，包含標準、IMAX、D-Box、4DX、杜比影院等版本，並提供泰盧固語和泰米爾語配音版，強碰《往蚀》的配音版本。本片是第一部以杜比影院格式放映並分級的印度電影。
西塔拉娛樂以9億盧比的價格獲得本片在泰盧固邦的發行權。Think Studios獲得了在泰米爾納德邦的發行權。

## 外部連結
- 官方网站
- 互联网电影数据库（IMDb）上《寶萊塢雙雄之戰2》的资料（英文）
- 爛番茄上《寶萊塢雙雄之戰2》的資料（英文）
- 《寶萊塢雙雄之戰2》的Bollywood Hungama頁面